# Billa II
『Billa II』は、2012年に公開されたインドのタミル語アクションスリラー映画。『Billa』の前日譚に当たり、主人公デヴィッド・ビッラがスリランカで暮らす平凡な青年から裏社会のボスに昇り詰めるまでの姿を描いている。チャクリー・トレティが監督を務め、主要キャストとしてアジット・クマール、パールヴァティー・オーマナクッタン、ブルーナ・アブドラ、スダンシュ・パーンデー、ヴィドゥユト・ジャームワールが出演している。
2011年7月から12月にかけてタミル・ナードゥ州、ゴア州、ハイデラバード、ジョージアで主要撮影が行われた。2012年7月13日に公開され、アーンドラ・プラデーシュ州では「David Billa」のタイトルでテルグ語吹替版が公開された。

## キャスト
- デヴィッド・ビッラ - アジット・クマール
- ジャスミン - パールヴァティー・オーマナクッタン（英語版）
- サミーラ - ブルーナ・アブドラ
- アッバシー - スダンシュ・パーンデー（英語版）
- ディミトリ - ヴィドゥユト・ジャームワール
- ランジット - ヨグ・ジャペー（英語版）
- コティシュワラ・ラオ - マノージュ・K・ジャヤン（英語版）
- セルヴァラージ - イラヴァラス（英語版）
- ボビー - スリチャラン（英語版）
- ラグビール・シンハー - クリシュナ・クマール（英語版）
- ビッラの弁護士 - シュリマン（英語版）
- モハン・カーント州首相 - マドゥスダン・ラオ（英語版）
- ビッラの姉 - ジャーナキ・サベシュ（英語版）
- ロシアンマフィアのボス - ブライアン・ギブソン
- サティーシュ・クマール - モーヒト・クラーナ（英語版）
- プラヴィーン・クマール - ディネーシュ・ランバー（英語版）
- ラーム - サラト・マンダヴァ（英語版）
- ムトゥ - ティーペッティ・ガネーシャン
- ジャグディシュ - ラフマーン（英語版）（カメオ出演）
- 特別出演 - ユーヴァン・シャンカル・ラージャー（英語版）
- 青年期のビッラ - アショーク・セルヴァン（英語版）（ノンクレジット）[7]

アイテム・ナンバー
- 「Madurai Ponnu」シーン登場 - メーナクシ・ディクシット（英語版）
- 「Yedho Mayakkam」シーン登場 - ニコラ・エイミー・マデル、ガブリエラ・ベルタンテ（英語版）
- 「Gangster」シーン登場 - ニコラ・エイミー・マデル

## 製作

### 企画
2008年、サウンダリヤー・ラジニカーントが『Billa』の興行的成功を受け、ワーナー・ブラザースと共同で続編製作を計画していることが報じられた。しかし、この企画は実現せず、アジット・クマール、ヴィシュヌヴァルダン、サウンダリヤー・ラジニカーントも他の企画で多忙となり、製作は中断された。
2010年、ヴィシュヌヴァルダンが続編の脚本執筆を完了し、主演は引き続きアジット・クマールが務め、2011年から製作が開始されることが報じられた。同年後半に正式発表があり、メディア向けに製作ポスターが公表された。同時に、スレーシュ・バラージ（ラジニカーント主演のオリジナル版『Billa』のプロデューサー）とワイドアングル・クリエイションズのジョージ・ピウスがプロデューサーとして参加し、ヒンドゥージャ・グループ傘下のイン・エンターテインメントが製作会社として参加することが明らかとなった。この他、前作の主要スタッフのニラーヴ・シャー、A・シュリーカル・プラサード、ユーヴァン・シャンカル・ラージャーも引き続き製作に参加する。
前作で監督を務めたヴィシュヌヴァルダンは、テルグ語映画『Panjaa』と製作スケジュールが重なっていたため降板し、2009年に『Unnaipol Oruvan』で監督デビューしたチャクリー・トレティが起用された。2011年5月、トレティは記者会見を行い6月上旬から製作が開始されることを公表し、「『Billa 2』ではトゥーットゥックディに住む平凡な男だったデヴィッドが、どのようにして裏社会のボスであるビッラに変貌したかに焦点を当てる」と語っている。デヴィッドのキャラクターについては「タミル・イーラム難民」や「スリランカのタミル人」と報じられていたが、監督とプロデューサーは報道を否定し、「映画はデヴィッドの5年間の旅を描いたものになる」とコメントした。
ヴィシュヌヴァルダンの降板に伴い脚本は破棄され、新たにトレティとアジットが前日譚の脚本を執筆することになった。また、続投予定だったスタッフもユーヴァン・シャンカール・ラージャ以外変更となり、『Vettai』の撮影スケジュールと重なり降板したニラーヴ・シャーの後任の撮影監督にはボリウッドのヘマント・チャトゥルヴェーディーが起用された。しかし、ヘマントは『Billa 2』の製作が遅れた場合、ボリウッドでの仕事に支障が出ることを危惧して2011年7月に降板し、最終的に起用されたのはR・D・ラージャセーカルだった。美術監督には『Madrasapattinam』で知られるV・セルヴァクマールが起用された。また、インド映画では初めてレッド・エピック・カメラ、5K解像度で撮影されることも発表された。

### キャスティング
プロデューサーによると、『Billa 2』ではアジット・クマールとラフマーン以外のキャストは一新されるという。報道ではアヌシュカ・シェッティが主演女優に起用されるという憶測が流れたが、実際には彼女は出演しなかった。トレティは全国で主演女優を探した結果、ムンバイで舞台女優として活動していたフマー・クレイシーを起用し、映画デビューすることになった。しかし、彼女は2011年9月に降板の可能性が報じられ、フェミア・ミス・インディアの2008年優勝者パールヴァティー・オーマナクッタンが新たに起用された。彼女はファッションショーに出場したところをトレティの目に止まり、出演オファーを受けたという。パールヴァティーはキャラクターについて、ビッラとの「感情的なシーン」で多く登場すると語っている。もう一人の女性キャラクターにはブルーナ・アブドラが起用され、彼女はキャラクターについて「スーパーパワフル、とても強くてセクシー」と語っている。「Madurai Ponnu」シーンのアイテム・ナンバーにはメーナクシ・ディクシットが起用され、「Yedho Mayakkam」シーンのアイテム・ナンバーにはガブリエラ・ベルタンテとニコル・エイミー・マデルが起用された。
テレビ俳優のクリシュナ・クマールは悪徳警官役で出演契約を結び、2011年6月にはボリウッドのスダンシュ・パーンデーが青年期のデヴィッドを導くギャング役で起用され、マラヤーラム語映画のマノージュ・K・ジャヤンが重要な役柄で出演することが決まった。ヴィマラ・ラーマンは特別出演することになったが、撮影スケジュールの都合が合わずに2011年7月に降板した。彼女の後任にはメーナクシー・ディクシットが起用され、同月の撮影に参加した。悪役には『Force』『Oosaravelli』で悪役を演じたヴィドゥユト・ジャームワールが起用され、12月にはスリチャランの出演が確認された。2012年2月には前作に出演したナヤンターラのカメオ出演が報じられたが、彼女は報道を否定している。また、ユーヴァン・シャンカル・ラージャはトレティの求めに応じて、歌曲シーンに特別出演することになった。

### 撮影

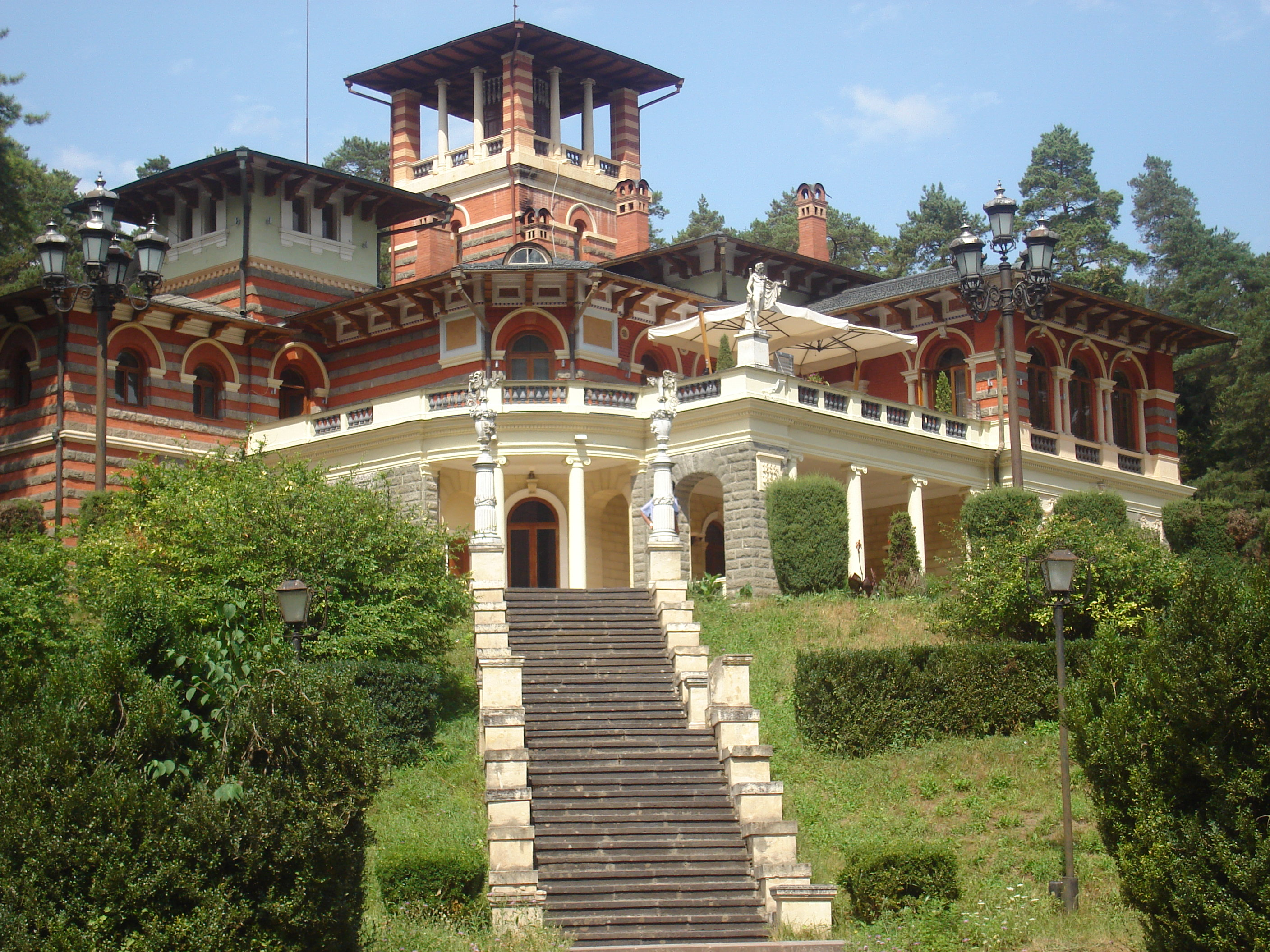
リカニ宮殿

『Billa 2』の撮影は、アジット・クマール主演作『Mankatha』の撮影が遅れていたため日程が先延ばしになっていた。2011年3月、プロデューサーは5月初旬から撮影を開始することを発表したが、実現できなかった。『Billa 2』の撮影はアジット・クマールとモーハン・ラージャーの企画を完成させた後に開始されると報じられた。6月にアジット・クマールの写真撮影が行われ、7月14日からラモジ・フィルムシティで主要撮影が始まった。同月から8月までの1か月間はハイデラバードとヴィシャーカパトナムで撮影が行われた。歌曲シーンの一つは振付師ラージュ・スンダラムの指導の下でポンディシェリ連邦直轄領で撮影された。パールヴァティーとブルーナはゴア州で行われた第2スケジュールからの撮影に参加し、39日間行われた撮影は11月第1週に終了した。
11月第3週には36人のスタッフが、20日間の日程で最終スケジュールの撮影を行うためジョージアに向かった。同国では首都トビリシやボルジョミ、ルスタヴィで撮影が行われ、この他にインド映画として初めてリカニ宮殿でも撮影が行われた。撮影中に大雪が発生したが、製作チームは撮影を続行し、その後シーンの整合性をとるため雪を背景にしたシークエンスを再撮影することになった。クライマックスシーンも雪を背景にしたものとなり、ヘリコプターを使用した空撮も行われた。ジョージアでの撮影費用は50万ドルかかり、12月中旬までに撮影が終了した。12月、インド映画界では従業員のストライキが発生する中、ラモジ・フィルムシティでタイトルソングなどの歌曲シーンが撮影された。3人のアイテム・ガールが登場する「Yedo Mayakkam」シーンはゴア州のスタジオで撮影された。プロデューサーのスニール・ケテルパルは撮影候補地にバンコクを挙げていたが、同地では撮影は行われたなかった。90日間の日数を経て、全ての撮影が終了した。
撮影には3人のスタント振付師が参加しており、ジョージアでのスタントシーンはステファン・リヒター率いるドイツ人チームが担当し、クライマックスシーンのスタントはケチャ・カンパクディのジャイカ・スタントチームが担当している。ハイデラバードとゴア州でのアクションシーンの振り付けはK・ラージャセーカルが担当している。VFXクリエイティブディレクターのマドゥ・スダナンによると、アクションシークエンスと3Dを含む複数のシークエンスでVFXが使用されている。

### 音楽
ユーヴァン・シャンカル・ラージャーは前作に引き続き映画音楽の作曲を手掛け、5本目のアジット・クマール主演作への参加となった。サウンドトラックは6トラック（歌5曲とテーマソング1曲）で構成されている。しかし、プロデューサーはベリーダンスシークエンスのために作曲された6曲目がサウンドトラックに収録されることを明かしている。作詞はナ・ムトゥクマールが手掛けており、最初に作詞作業が行われ、その後に作曲作業が行われた。
オーディオ公開は2012年3月中旬に予定されていたが、4月第2週に変更された。日程の変更は、スタジオ側がラジニカーントにイベントへの出席を打診しており、『Kochadaiiyaan』撮影のためロンドンに滞在していた彼のスケジュール調整のためと言われている。5月1日のアジット・クマールの誕生日に合わせてサウンドトラックが公開され、ソニー・ミュージックエンタテインメントは数週間にわたる交渉の末に『Billa 2』の音楽権を「前代未聞の金額」で取得した。同社はオーディオ発売の1週間前から各曲のティーザーを連日公開するプロモーションを実施した。6月5日にはテルグ語版サウンドトラックがタージ・デカンから発売された。サウンドトラックは批評家から好意的な評価を得ており、音楽チャートのトップ入りを果たした。

## マーケティング
『Billa 2』は公開前に大規模なマーケティングを実施している。2011年のディーワーリーに新しいロゴデザインが記載された宣伝ポスターが公開され、2012年1月のポンガル祭ではアジット・クマールを描いた宣伝ポスターが公開された。2月下旬以降はアジット・クマールを描いたポスターが順次公開され、3月下旬には若き日のアジット・クマールが灯油缶を船に積み込んでいる姿を描いた宣伝ポスターが公開され、アジット演じるビッラの出自に関する憶測を呼んだ。4月13日に1分間の予告編がYouTubeで公開され、公開3日間で再生回数50万回を記録し、タミル語映画の歴代記録を更新した。
マーケティングの一環として、製作会社はパールヴァティー・オーマナクッタンとブルナ・アブドラをフィーチャーした『Billa 2』のカレンダー発売を計画し、ゴア州でカレンダー撮影が行われた。7月2日にはチェンナイ・コットゥルプラムのアンナ・センテナリー図書館で劇場用予告編の公開イベントが予定されていた。イベントにはキャスト・スタッフやロシア人ダンサーが出席し、テレビ放送も予定していた。イベントは急遽中止されたものの、同日にYouTubeに予告編が公開され記録的な再生回数となった。また、アジット・クマールとユーヴァン・シャンカル・ラージャのプロモーションビデオも撮影されたが、こちらは公開されなかった。

## 公開
海外配給権はアメリカ合衆国のGKメディアが5300万ドルで取得し、アジット・クマール主演作としては最高額の取引となった。2012年3月にはSun TVが過去最高額となる600万ルピーで衛星放送権を取得し、大手製作会社3社が舞台化の権利を取得した。ヴィシュワナーダン・ラヴィチャンドランのアースカル・フィルムズは2億6000万ルピーでタミル・ナードゥ州での配給権を取得し、ケーララ語版・ヒンディー語版の配給権を除く全ての配給権が4億ルピー以上で取引され、タミル語映画で最も収益を上げた映画となった。5月初旬、ケーララ州での配給権をサガラ・エンターテインメントとマネーツリー・エンターテインメントが800万ルピーで取得した。中央映画認証委員会は性的・暴力的な内容から『Billa 2』に「A」認証を与え、全英映像等級審査機構からは「強い暴力性と復讐のテーマ」を理由に「15歳未満視聴 非推奨」の認証を受けた。
『Billa 2』はプタンドゥに合わせて2012年4月13日に公開される予定だったが、アジット・クマールの誕生日の5月1日に延期され、さらに4日前倒しの金曜日公開に変更となった。しかし、上映スケジュールがさらに遅れ5月後半に延期され、6月第1週金曜日に変更後、最終的に7月13日公開に決定した。
『Billa 2』は世界1400スクリーン以上で公開され、タミル語映画史上最大規模の公開となった。映画は南部4州（タミル・ナードゥ州、カルナータカ州、アーンドラ・プラデーシュ州、ケーララ州）の他、北インドや海外市場でも公開された。タミル・ナードゥ州では550館で上映され、アーンドラ・プラデーシュ州ではテルグ語吹替版が『David Billa』のタイトルで公開された。ケーララ州ではタミル語版が公開され、カルナータカ州ではタミル語版とテルグ語版が公開された。また、フランスでもアーンナ・フィルムズ配給でフランス語字幕付きで主要マルチプレックスで公開されている。マレーシア、北インド、湾岸諸国ではマレー語、ヒンディー語、アラビア語字幕付きで公開され、その他の地域では英語字幕付きで公開された。

## 評価

### 興行収入
国内市場ではシングルスクリーンとマルチプレックスで稼働率95%を記録する好スタートとなった。公開初週のチェンナイでは興行収入4790万ルピーを記録し、5週間後には7790万ルピー（税額控除後）を記録した。タミル・ナードゥ州では4億1000万ルピー、ケーララ州では2400万ルピー、カルナータカ州では2100万ルピー、アーンドラ・プラデーシュ州では1000万ルピー、その他の地域では1000万ルピーの興行収入を記録した。
国外市場ではマレーシア34万8000ドル、イギリス7万8000ドル、オーストラリア2万ドルの興行収入を記録している。

### 批評
ザ・ヒンドゥーのカールティク・スブラーマニアンは「この映画は本質的に欠けている部分を技術的な面で補おうとしている。R・D・ラージャセーカルのカメラワーク、ユーヴァン・シャンカル・ラージャの音楽、スレーシュ・ウルスの編集は大半の部分で完璧な仕事をしている」と批評している。MSNインディアは「アジットのファンならば、『Billa 2』は面白い映画になるでしょう。違うなら、脚本の弱さがショーの面白さを吸い取っている平均的な映画になるでしょう」と批評している。
ザ・タイムズ・オブ・インディアのミーナ・アイヤールは「アジットのファンならば『Billa 2』は必見の映画です。アクションファンにとってもお勧めの映画です。どちらでもないなら、気にする必要のない映画です」と批評している。Indiaglitzは「129分間の素晴らしいエンターテイナー」、IBN Liveのプラティバ・パーラーメシュワランは「『Billa』と『Mankatha』が好きで、前作と同じくらい期待していた人にとっては期待を大きく裏切られることになりました」と批評している。デカン・クロニクルのアヌパマ・スブラーマニアンは3/5の星を与え、「この映画が機能しているのは、アジット・クマールというスターのスクリーンでの存在感によるところが大きい。何と言っても彼の映画だからね!」と批評している。